# Лукьянов, Вадим Олегович
Вади́м Оле́гович Лукья́нов (род. 16 декабря 2002, Краснодар) — российский футболист, вратарь клуба «Пари Нижний Новгород».

## Биография
Родился в Краснодаре.
Воспитанник краснодарской СШ по футболу.
7 февраля 2020 года перешёл в молодёжную команду «Ростова».
19 августа 2021 года на правах аренды присоединился к ульяновской «Волге». 30 апреля 2022 года в матче Второго дивизиона против «Оренбурга-2» дебютировал в профессиональном футболе. 
В сезоне 2021/22 стал победителем Второго дивизиона (группа 4).
6 июля 2022 года на правах свободного агента пополнил состав клуба «Кубань Холдинг».
20 июня 2023 года подписал контракт с «Форте».
2 февраля 2024 года был куплен клубом «Пари Нижний Новгород». 12 апреля 2025 года в матче против московского «Динамо» дебютировал в РПЛ.

## Статистика выступлений
| Выступление         | Выступление       | Выступление      | Лига | Лига | Кубки | Кубки | Итого | Итого |
| Клуб                | Лига              | Сезон            | Игры | Голы | Игры  | Голы  | Игры  | Голы  |
| ------------------- | ----------------- | ---------------- | ---- | ---- | ----- | ----- | ----- | ----- |
| → Волга (Ульяновск) | Второй дивизион   | 2021/22          | 2    | −3   | 0     | 0     | 2     | -3    |
| → Волга (Ульяновск) | Итого             | Итого            | 2    | −3   | 0     | 0     | 2     | -3    |
| Кубань Холдинг      | Вторая лига       | 2022/23          | 20   | −24  | 0     | 0     | 20    | -24   |
| Кубань Холдинг      | Итого             | Итого            | 20   | −24  | 0     | 0     | 20    | -24   |
| Форте               | Вторая лига («А») | 2023/24          | 14   | −16  | 1     | −1    | 15    | -17   |
| Форте               | Итого             | Итого            | 14   | −16  | 1     | −1    | 15    | -17   |
| Пари НН             | РПЛ               | 2024/25          | 2    | −4   | 5     | −7    | 7     | -11   |
| Пари НН             | РПЛ               | 2025/26          | 1    | −2   | 1     | −1    | 2     | -3    |
| Пари НН             | Итого             | Итого            | 3    | −6   | 6     | −8    | 9     | -14   |
| → Пари НН-2         | Вторая лига («Б») | 2024             | 1    | −1   | —     | —     | 1     | -1    |
| → Пари НН-2         | Итого             | Итого            | 1    | −1   | —     | —     | 1     | -1    |
| Всего за карьеру    | Всего за карьеру  | Всего за карьеру | 40   | −50  | 7     | −9    | 47    | -59   |

## Достижения
«Волга» (Ульяновск)
- Победитель Второго дивизиона (группа 4): 2021/22
- Итого : 1 трофей